# Jacqueline Bisset
Winifred Jacqueline Fraser Bisset (IPA: [d͡ʒækəliːn ˈbɪsɪt]; Weybridge, 13 settembre 1944) è un'attrice ed ex modella britannica.

## Biografia

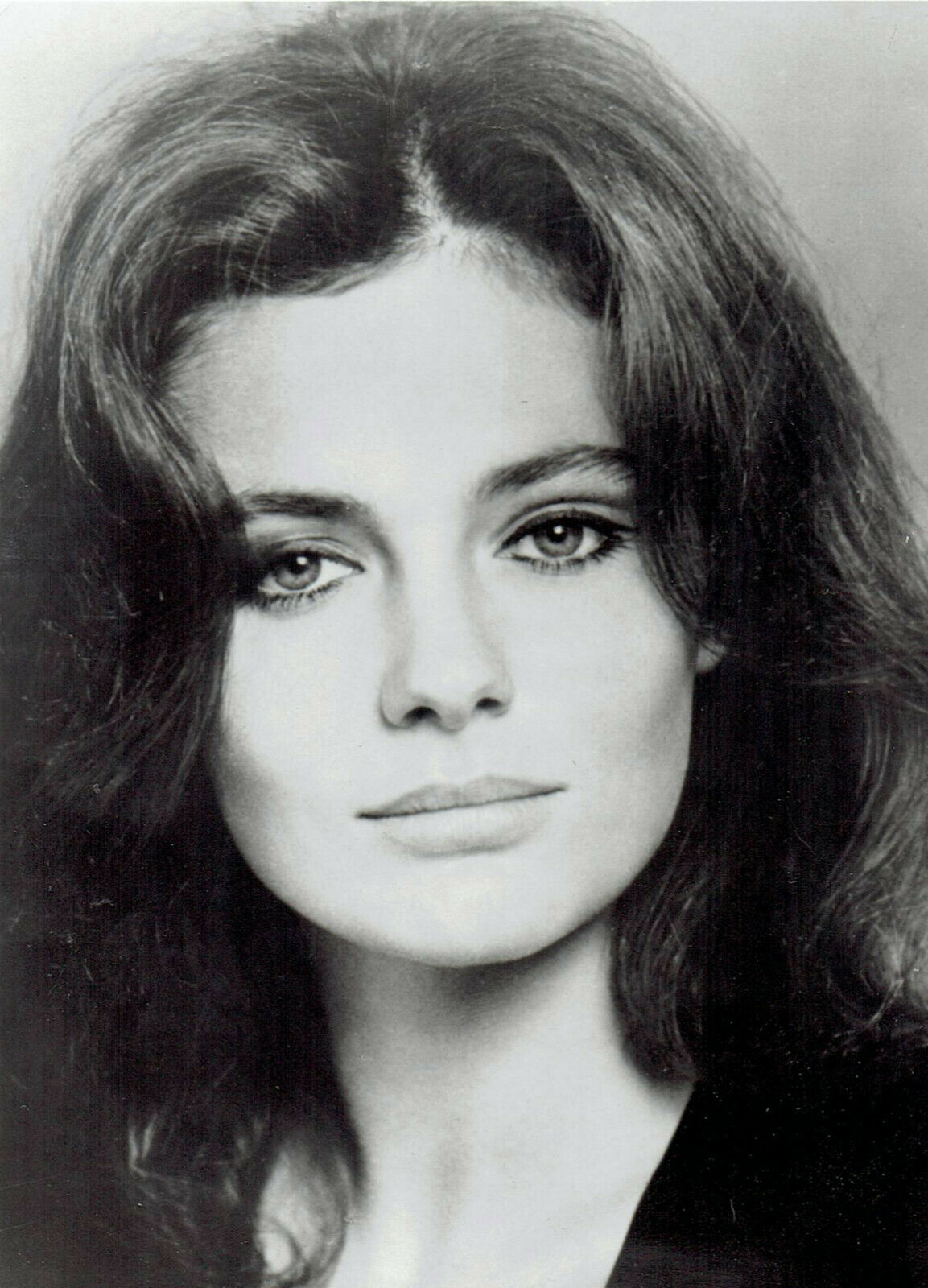
Jacqueline Bisset nel 1969

Nata come Winifred Jacqueline Fraser Bisset in Inghilterra da padre scozzese, George Maxwell Fraser Bisset, medico, e madre inglese con ascendenza francese, Arlette Alexander, avvocata divenuta casalinga , è stata un'icona di stile e di erotismo.
Dopo aver interpretato una piccola parte in Cul-de-sac, film del 1966 di Roman Polański, nello stesso anno affianca David Niven e Orson Welles in 007-Casino Royale e nel 1968 è la protagonista femminile di Bullitt con Steve McQueen. La consacrazione a diva arriva nel 1973 quando François Truffaut chiama la Bisset (che parla perfettamente il francese) a interpretare Effetto notte, il film nel film. Nel 1974 fa parte del cast del celebre film Assassinio sull'Orient Express dove recita, tra gli altri, con Lauren Bacall e Ingrid Bergman, mentre nel 1976 è al fianco di Charles Bronson in Candidato all'obitorio.
In Italia, è protagonista femminile al fianco di Marcello Mastroianni e Jean-Louis Trintignant nel film La donna della domenica (1975), riduzione cinematografica dell'omonimo romanzo di Carlo Fruttero e Franco Lucentini, per la regia di Luigi Comencini. Nel 1977 viene nominata "l'attrice più bella di tutti i tempi" dalla rivista Newsweek, grazie al film Abissi, in particolar modo per via delle scene che la vedono nuotare sott'acqua e che contribuiscono a lanciare nel mondo la moda della "maglietta bagnata". Negli anni successivi interpreta Il magnate greco (1978), accanto ad Anthony Quinn, Ricche e famose (1981), per la regia di George Cukor, e Sotto il vulcano (1984), con Albert Finney, diretto da John Huston.
Tra la fine degli anni ottanta e l'inizio degli anni novanta il suo nome torna d'attualità per la partecipazione a film come Scene di lotta di classe a Beverly Hills (1989) e Orchidea selvaggia (1989), con Mickey Rourke e Carré Otis. Ha recitato una parte in una scena tagliata di Mr. & Mrs. Smith (2005) ed è stata guest-star nelle fortunate serie televisive Ally McBeal, Rizzoli & Isles e Nip/Tuck.

## Vita privata
Jacqueline Bisset non si è mai sposata e non ha mai avuto figli: ha avuto una relazione di sette anni con l'attore canadese Michael Sarrazin, incontrato sul set del film L'onda lunga (1968), e altrettanto durò quella con il ballerino classico e attore russo Alexander Godunov (1981 - 1988). È stata poi legata al collega Vincent Pérez, allo stilista e immobiliarista Victor Drai, e all’istruttore di arti marziali Emin Boztepe.
È la madrina dell'attrice Angelina Jolie

## Filmografia

### Cinema
- Non tutti ce l'hanno (The Knack... and How to Get It), regia di Richard Lester (1965)
- Cul-de-sac, regia di Roman Polański (1966)
- Arrivederci, Baby! (Drop Dead Darling), regia di Ken Hughes (1966)
- Intrigo a Cape Town (The Cape Town Affair), regia di Robert D. Webb (1967)
- James Bond 007 - Casino Royale (Casino Royale), regia di Val Guest e Ken Hughes (1967)
- Due per la strada (Two for the Road), regia di Stanley Donen (1967)
- Inchiesta pericolosa (The Detective), regia di Gordon Douglas (1968)
- L'onda lunga (The Sweet Ride), regia di Harvey Hart (1968)
- Bullitt, regia di Peter Yates (1968)
- The First Time, regia di James Neilson (1968)
- La ragazza inglese (L'Échelle blanche), regia di Robert Freeman (1969)
- Airport, regia di George Seaton (1970)
- La cavalletta (The Grasshopper), regia di Jerry Paris (1970)
- La macchia della morte (The Mephisto Waltz), regia di Paul Wendkos (1971)
- Jackie, la ragazza di Greenwich Village (Believe in Me), regia di Stuart Hagmann (1971)
- Sensi proibiti (Secrets), regia di Philip Saville (1971)
- Stand Up and Be Counted, regia di Jackie Cooper (1972)
- L'uomo dai 7 capestri (The Life and Times of Judge Roy Bean), regia di John Huston (1972)
- Il ladro che venne a pranzo (The Thief Who Came to Dinner), regia di Bud Yorkin (1973)
- Effetto notte (La Nuit américaine), regia di François Truffaut (1973)
- Come si distrugge la reputazione del più grande agente segreto del mondo (Le Magnifique), regia di Philippe de Broca (1973)
- Assassinio sull'Orient-Express (Murder on the Orient Express), regia di Sidney Lumet (1974)
- Delitto in silenzio (The Spiral Staircase), regia di Peter Collinson (1975)
- Assassinio sul ponte (Der Richter und sein Henker), regia di Maximilian Schell (1975)
- La donna della domenica, regia di Luigi Comencini (1975)
- Candidato all'obitorio (St. Ives), regia di J. Lee Thompson (1976)
- Abissi (The Deep), regia di Peter Yates (1977)
- Il magnate greco (The Greek Tycoon), regia di J. Lee Thompson (1978)
- Qualcuno sta uccidendo i più grandi cuochi d'Europa (Who Is Killing the Great Chefs of Europe?), regia di Ted Kotcheff (1978)
- Amo non amo, regia di Armenia Balducci (1979)
- Ormai non c'è più scampo (When Time Ran Out...), regia di James Goldstone (1980)
- Inchon, regia di Terence Young (1981)
- Ricche e famose (Rich and Famous), regia di George Cukor (1981)
- Class, regia di Lewis John Carlino (1983)
- Sotto il vulcano (Under the Volcano), regia di John Huston (1984)
- Proibito (Forbidden), regia di Anthony Page (1984)
- Alta stagione (High Season), regia di Claire Peploe (1987)
- La casa di giada (La Maison de jade), regia di Nadine Trintignant (1988)
- Scene di lotta di classe a Beverly Hills (Scenes from the Class Struggle in Beverly Hills), regia di Paul Bartel (1989)
- Orchidea selvaggia (Wild Orchid), regia di Zalman King (1989)
- Mamma, mi compri un papà? (The Maid), regia di Ian Toynton (1991)
- Rossini! Rossini!, regia di Mario Monicelli (1991)
- Hoffman's honger, regia di Leon de Winter (1993)
- Est & Ouest: Les paradis perdus, regia di Pierre Rival (1993)
- Les Marmottes, regia di Élie Chouraqui (1993)
- Il buio nella mente (La Cérémonie), regia di Claude Chabrol (1995)
- Padrona del suo destino (Dangerous Beauty), regia di Marshall Herskovitz (1998)
- Let the Devil Wear Black, regia di Stacy Title (1999)
- Les Gens qui s'aiment, regia di Jean-Charles Tacchella (2000)
- The Sleepy Time Gal, regia di Christopher Münch (2001)
- New Year's Day (New Year's Day), regia di Suri Krishnamma (2001)
- Latter Days - Inguaribili romantici (Latter Days), regia di C. Jay Cox (2003)
- Swing, regia di Martin Guigui (2003)
- Fascination, regia di Klaus Menzel (2004)
- L'educazione fisica delle fanciulle (The Fine Art of Love: Mine Ha-Ha), regia di John Irvin (2005)
- Domino, regia di Tony Scott (2005)
- Save the Last Dance 2 (Save the Last Dance 2), regia di David Petrarca (2006)
- Death in Love, regia di Boaz Yakin (2008)
- Welcome to New York, regia di Abel Ferrara (2014)
- Miss You Already, regia di Catherine Hardwicke (2015)
- Doppio amore (L'amant double), regia di François Ozon (2017)
- 11 settembre: Senza scampo (9/11), regia di Martin Guigui (2017)
- Giochi di potere (Backstabbing for Beginners), regia di Per Fly (2018)
- Asher, regia di Michael Caton-Jones (2018)
- Un viaggio indimenticabile (Head Full of Honey), regia di Til Schweiger (2018)
- Qui e ora (Here and Now), regia di Fabien Constant (2018)
- La doppia vita di Madeleine Collins (Madeleine Collins), regia di Antoine Barraud (2021)

### Televisione
- Anna Karenina, regia di Simon Langton – film TV (1985)
- Una scelta difficile (Choices), regia di David Lowell Rich – film TV (1986)
- Napoleone e Giuseppina (Napoleon and Josephine: A Love Story), regia di Richard T. Heffron – miniserie TV (1987)
- De tú a tú (De tú a tú) – serie TV, 1 episodio 1992)
- La mente del crimine (CrimeBroker), regia di Jan Barry – film TV (1993)
- Tu sei la mia famiglia (Leave of Absence), regia di Tom McLoughlin – film TV (1994)
- Il segreto di Pandora (September ), regia di Colin Bucksey – film TV (1996)
- Esto es lo que hay – serie TV, 1 episodio (1996)
- Once You Meet a Stranger (Once You Meet a Stranger), regia di Tommy Lee Wallace – film TV (1996)
- Alla fine dell'estate (End of Summer), regia di Linda Yellen – film TV (1997)
- Witch Hunt, regia di Scott-Hartford Davis – film TV (1999)
- Giovanna d'Arco (Joan of Arc), regia di Christian Duguay – film TV (1999)
- Jesus, regia di Roger Young – miniserie TV (1999)
- Britannic, regia di Brian Trenchard-Smith – film TV (2000)
- Il sesso e Mrs. X (Sex & Mrs. X), regia di Arthur Allan Seidelman – film TV (2000)
- In the Beginning - In principio era (In the Beginning), regia di Kevin Connor – film TV (2000)
- Ally McBeal – serie TV, episodi 5x05-5x08 (2001-2002)
- Ballando alla luna di settembre (Dancing at the Harvest Moon), regia di Bobby Roth – film TV (2002)
- America's Prince: The John F. Kennedy Jr. Story, regia di Eric Laneuville – film TV (2003)
- Law & Order - Unità vittime speciali (Law & Order: Special Victims Unit) – serie TV, 1 episodio (2003)
- Tre donne per un delitto (The Survivors Club), regia di Christopher Leitch – film TV (2004)
- Rosamunde Pilcher - Solstizio d'estate (Rosamunde Pilcher: Summer Solstice), regia di Giles Foster – film TV (2005)
- Nip/Tuck – serie TV, episodi 4x02-4x04-4x05-4x09-4x12-4x12-4x13 (2006)
- Nora Roberts - Carolina Moon (Carolina Moon), regia di Stephen Tolkin – film TV (2007)
- Rizzoli & Isles – serie TV, episodi 2x06-2x15-3x01 (2011-2012)
- Dancing on the Edge – miniserie TV (2013)

## Riconoscimenti
- Golden Globe

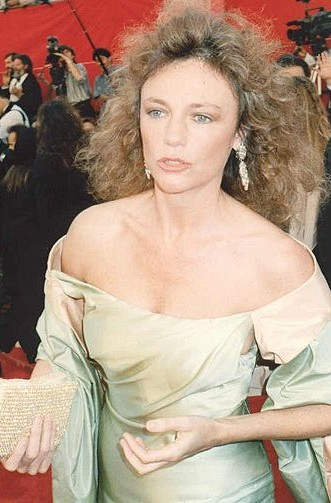
Jacqueline Bisset agli Academy Awards nel 1989

  - 2014 – Miglior attrice non protagonista in una serie per Dancing on the Edge

## Doppiatrici italiane
Nelle versioni in italiano dei suoi film, Jacqueline Bisset è stata doppiata da:
- Melina Martello in Cul-de-sac, Due per la strada, La cavalletta, Jackie, la ragazza del Greenwich Village, Abissi, Padrona del suo destino, Fascination, 11 settembre: Senza scampo, Un viaggio indimenticabile, Napoleone e Giuseppina, In the Beginning - In principio era, La doppia vita di Madeleine Collins
- Ada Maria Serra Zanetti in L'uomo dai 7 capestri, Class, Orchidea selvaggia, Il buio nella mente, L'educazione fisica delle fanciulle, Welcome to New York
- Vittoria Febbi in Airport, Come si distrugge la reputazione del più grande agente segreto del mondo, Candidato all'obitorio, Qualcuno sta uccidendo i più grandi cuochi d'Europa, Ally McBeal
- Rita Savagnone in Effetto notte, Il magnate greco, Ricche e famose, Sotto il vulcano
- Daniela Nobili in Bullitt, La mente del crimine, Rosamunde Pilcher - Solstizio d'estate
- Maria Pia Di Meo in Il ladro che venne a pranzo, Rossini! Rossini!, Jesus, Doppio amore
- Fabrizia Castagnoli in Alla fine dell'estate, Tre donne per un delitto, Nora Roberts - Carolina Moon
- Angiola Baggi in Tu sei la mia famiglia, Rizzoli & Isles, Latter Days - Inguaribili romantici
- Ludovica Modugno in Amo non amo, Giochi di potere
- Serena Verdirosi in Domino, Ballando alla luna di settembre
- Micaela Esdra in Assassinio sull'Orient-Express
- Noemi Gifuni in Assassinio sul ponte
- Rossella Izzo in Mamma, mi compri un papà?
- Germana Dominici in La donna della domenica
- Livia Giampalmo in Ormai non c'è più scampo
- Simona Izzo in Scene di lotta di classe a Beverly Hills
- Pinella Dragani in Anna Karenina
- Valeria Falcinelli in America's Prince: The John F. Kennedy Jr. Story
- Cinzia De Carolis in Nip/Tuck